# Carmen, Campeche
Carmen là một đô thị thuộc bang Campeche, México. Năm 2005, dân số của đô thị này là 199988 người.